# Placosaris bornealis
Placosaris bornealis là một loài bướm đêm trong họ Crambidae.